# Konrad Fiedler
Konrad Fiedler (Oederan, 23 de setembro de 1841 — Munique, 13 de junho de 1895) foi um crítico de arte alemão. Foi um dos responsáveis pela criação da "Teoria da Pura Visualidade" (Sichtbarkeit). Conforme essa teoria, a arte deve ser analisada a partir do olhar artístico, e não por outros fatores normalmente considerados pelos críticos tais quais: a técnica, reflexos socio-políticos, biografia dos artistas, etc.. Portanto, na crítica da arte só devem valer as propriedades formais. Vários outros autores desenvolveram correntes a partir dessa teoria como sejam: Adolph Hildebrandth, Panovski, Heinrich Wolfflin, Alois Riegl, Carlo Ludovico Ragghianti, etc. 